# Рігобер Бонн

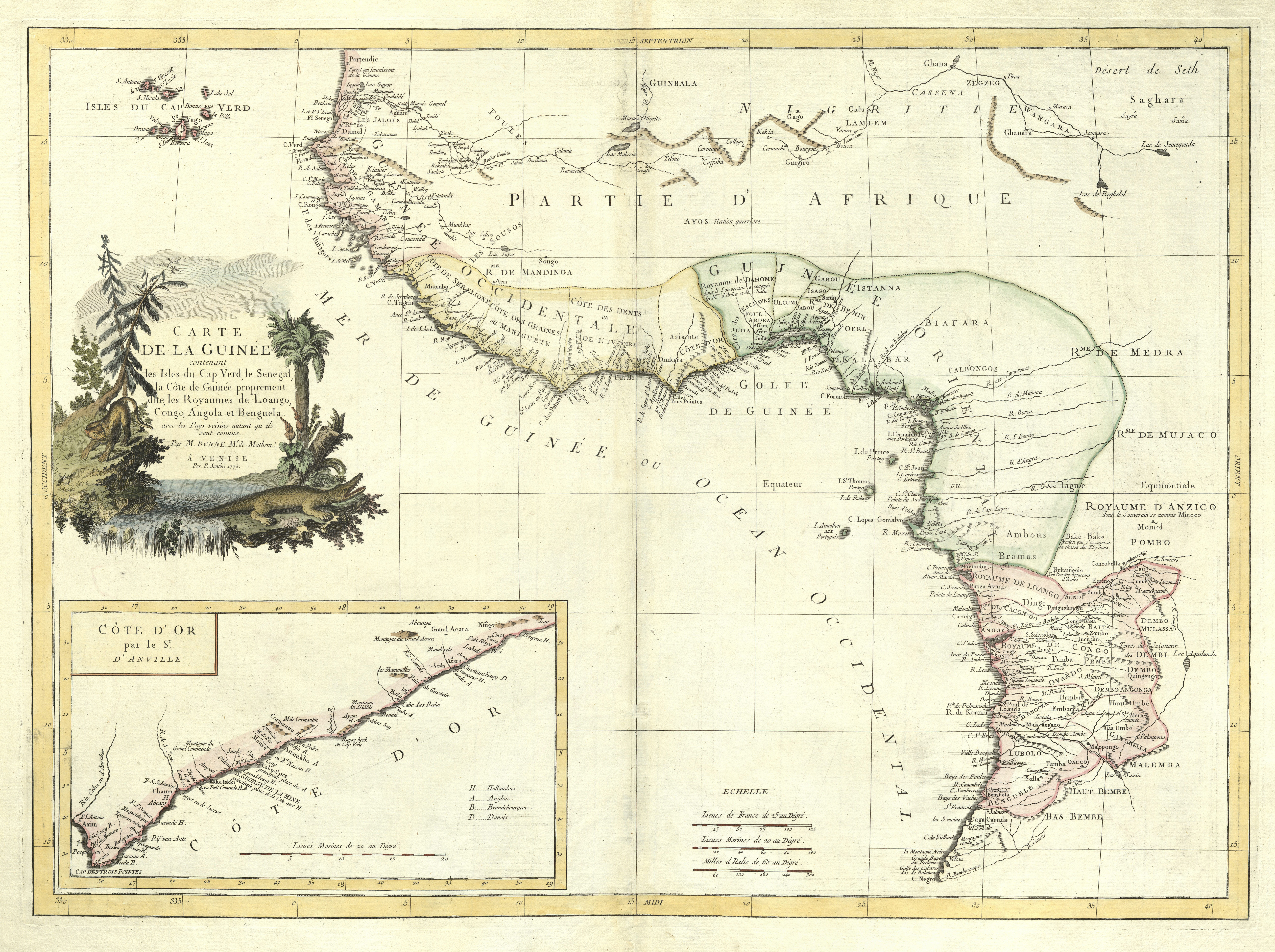
Carte de la Guinée, 1779

Рігобер Бонн (фр. Rigobert Bonne; (*1727, Арденни — †1795, Париж) — французький картограф. 1773 року змінив Жака-Ніколаса Белліна на посаді Королівського картографа у відділі гідрографії картографічного бюро французького флоту. На цій посаді Р. Бонн створив найбільш детальні і точні карти свого часу..

## Карти України
1750 р. Карта – «ROYAUME DE POLOGNE, ET DUCHE DE LITHUANIE». Київське воєводство на карті – Ukraine (Україна)..
1770 р. Карта – «CARTE DU ROYAUME DE POLOGNE ET SES FRONTIERES. PAR M. B... INGENIEUR DE LA MARINNE ET DU DÉ POST DES CARTES ET PLANS. 1770» (Карта Королівства Польща та його кордонів, створена інженером Картографічного бюро морського флоту паном Б[онном]. 1770). Південна частина Київського та центральна Брацлавського воєводств названі Україною (Ukraine). На схід від Брацлавщини, в межиріччі Південного Бугу та Дніпра, позначено межу Нової Сербії (Nouvle Servie). Південніше простягається Дике Поле (Plaine Deserte), на землях якого не позначені поселення, показані лише річки, назви яких не підписані..
1780 р. Карта –  «L'Asie». Карта поміщена в атласі «Atlas de toutes les parties connues du Globe Terrestre» (Атлас всіх відомих частин земної кулі. Женева, 1780) французького історика Гійома Рейналя (Guillaume-Thomas; 1713-1796). Вся Правобережна Україна (включаючи і Західну Україну) позначена як UKRAINE (Україна)..